# Alto Los Cardales
Alto Los Cardales est une localité rurale argentine située dans le partido de Campana, dans la province de Buenos Aires.

## Géographie

### Démographie
La localité compte 2 363 habitants (Indec, 2010), ce qui représente un déclin de 373 % par rapport au recensement précédent de 2001. Il comprend les quartiers de La Herradura, Las Lomadas, Los Cedros, Monteverde, Parque Natura, Barrio Parque San Jorge et Country Club Los Cardales. Elle est considérée comme une seule unité avec la localité de Los Cardales dans le district d'Exaltación de la Cruz, avec 7 705 habitants (Indec, 2001) entre les deux localités.

### Sismologie
La région répond à la « sous-faille du rio Paraná », et à la « sous-faille du rio La Plata », avec une faible sismologie ; et sa dernière expression a eu lieu le 5 juin 1888 (134 ans), à 3 h 20 UTC-3, avec une magnitude d'environ 5 sur l'échelle de Richter (séisme de Rio de la Plata de 1888).